# Czuchleby (gmina)
Czuchleby (następnie Świniarów) – dawna gmina wiejska na Lubelszczyźnie. Siedzibą władz gminy były Czuchleby, a następnie Świniarów
Gmina Czuchleby była jedną z 16 gmin wiejskich powiatu konstantynowskiego guberni siedleckiej. Jednostka należała do sądu gminnego okręgu IV w osadzie Łosice. W jej skład wchodziły wsie Biernaty-Płosodrze, Biernaty-Rudnik, Biernaty Stare, Biernaty Średnie, Biernaty-Wólka, Chotycze, Czuchleby, Dzięcioły, Jeziory, Lepki, Ławy, Łuczki, Mieszki, Nowawieś, Nowosielce, Piny, Sewerynów, Świniarów, Szaników, Toporów, Woźniki i Zakrze. Gmina miała 14480 mórg obszaru i liczyła 3555 mieszkańców (1867 rok). Gmina Łosice stanowiła administracyjną enklawę na terenie gminy Czuchleby.
Gminę zniesiono podczas I wojny światowej w związku odłączeniem od niej Czuchlebów na korzyść nowej gminy Górki (utworzonej z wewnętrznych części gmin Chlebczyn, Czuchleby, Łysów i Kornica) i przemianowaniem jej na gmina Świniarów z siedzibą w Świniarowie (który był także ostatnią siedzibą gminy Czuchleby), później w Łosicach. Niewielki skrawek znoszonej gminy Czuchleby włączono do gminy Kornica (zwiększonej także o dużą część gminy Huszlew).